# Anzex
Anzex är en kommun i departementet Lot-et-Garonne i regionen Nouvelle-Aquitaine i sydvästra Frankrike. Kommunen ligger i kantonen Casteljaloux som tillhör arrondissementet Nérac. År 2022 hade Anzex 325 invånare.

## Befolkningsutveckling
Antalet invånare i kommunen Anzex
| Referens: INSEE |